# Amping Parak Timur
Amping Parak Timur is een bestuurslaag in het regentschap Zuid-Pesisir van de provincie West-Sumatra, Indonesië. Amping Parak Timur telt 4311 inwoners (volkstelling 2010).